# V484 Гидры
V484 Гидры (лат. V484 Hydrae) — одиночная переменная звезда в созвездии Гидры на расстоянии приблизительно 38 световых лет (около 11,7 парсек) от Солнца. Звёздная величина диапазона Ic звезды — от +16,06m до +15,95m.
Открыта Ральфом-Дитером Шольцем и Гельмутом Мейзингером в 2002 году**.

## Характеристики
V484 Гидры — коричневый карлик, переменная звезда спектрального класса L1, или L2. Масса — около 0,111 солнечной, радиус — около 0,128 солнечного. Эффективная температура — около 1981 K.